# Zamkowa Wola
Zamkowa Wola est une localité polonaise de la gmina de Łagów, située dans le powiat de Kielce en voïvodie de Sainte-Croix.